# Andes parvus
Andes parvus är en insektsart som beskrevs av Frederick Arthur Godfrey Muir 1925. Andes parvus ingår i släktet Andes och familjen kilstritar. Inga underarter finns listade i Catalogue of Life.